# فيرناندو بولدرين
فيرناندو بولدرين (23 فبراير 1989 في البرازيل - ) هو لاعب كرة قدم برازيلي وبرتغالي في مركز الوسط. لعب مع جمعية بورتوغيزا الرياضية وكايسري سبور ونادي أسترا جورجو ونادي ستيوا بوخارست ونادي سلوفان ليبيريتس وكونكورديا كياجنا ونادي ساو كارلوس وGuaratinguetá Futebol ‏ وArapongas Esporte Clube ‏ وAssociação Esportiva Velo Clube Rioclarense ‏.

## وصلات خارجية
- فيرناندو بولدرين على موقع الاتحاد الأوربي (الإنجليزية)
- فيرناندو بولدرين على موقع اتحاد تركيا (لاعب) (الإنجليزية)
- فيرناندو بولدرين على موقع قاعدة بيانات كرة القدم.إي يو (الإنجليزية)
- فيرناندو بولدرين على موقع Soccerway.com (الإنجليزية)
- فيرناندو بولدرين على موقع عالم كرة القدم.نت (الإنجليزية)
- فيرناندو بولدرين على موقع AS.com (الإسبانية)